# Дитячий садок (газета)
«Дитячий садок» — українська газета для педагогів дошкільної освіти. 

## Історія
Заснована у січні 1999 року в Києві благодійним фондом «Перше вересня», видає видавництво «Шкільний світ» за сприяння Міністерства освіти і науки України. Видають 4 рази на місяць. Тираж — 6,5 тисяч примірників. 
Уміщує матеріали, присвячені фізичному вихованню та здоров'ю дітей, навчанню, ігровим прийомам на заняттях, цікавим педагогічними знахідкам, ознайомленню з дитячими творами письменників, розмовам з батьками, співпраці дитсадків із музеями, народним традиціям, фольклору тощо. 
Рубрики «Тема номера», «Розвиваємо логіку», «Школа безпеки», «Природа навколо», «У світі прекрасного», «Основи економіки», «Дужі та вправні», «Матеріали»; у кожному номері також є вкладка «Логопедія» — 8 сторінок занять від учителів-логопедів.
Як додатки від 2003 щомісяця видають серію «Дитячий садок. Бібліотека» (5—7 тисяч примірників), від 2007 щокварталу — серії «Дитячий садок. Мистецтво» (2,5 тисяч примірників) та «Дитячий садок. Управління» (понад 3 тисячі примірників), ілюстрований журнал «Дошкілля» (1,5 тисяч примірників).
Головний редактор — Т. Вороніна (з 1999 року).